# 特殊作戦・低強度紛争担当国防次官補
アメリカ合衆国特殊作戦・低強度紛争担当国防次官補 (アメリカがっしゅうこくとくしゅさくせん・ていきょうどふんそうたんとうこくぼうじかんほ、英語: Assistant Secretary of Defense for Special Operations and Low-Intensity Conflict、ASD (SO/LIC))は、特殊作戦及び低強度紛争の問題に関するアメリカ合衆国国防長官の主要な補佐官であり、文民職員が就任する。特殊作戦・低強度紛争担当国防次官補は、政策担当国防次官 (USD(P))の監督下に置かれ、主に特殊作戦と低強度紛争に関する活動を全体的に監督 (関連する政策や資源の監督を含む。) している。なお、2007年のアメリカ特殊作戦軍 (USSOCOM) の方針声明によると、特殊作戦・低強度紛争担当国防次官補の職務にはテロ対策、不正規戦争、直接行動、特殊偵察、外国国内防衛、民事作戦、情報戦、心理作戦、大量破壊兵器の拡散防止も含まれる。
特殊作戦・低強度紛争担当国防次官補は、特殊作戦と安定的な作戦能力の確保に関する政策監督に加えて、戦略的能力の確保・維持、部隊再編、資源に関する政策監督も行う。これには、通常部隊、宇宙・情報分野における作戦、核・通常攻撃、ミサイル防衛を含む能力開発の監督も含まれる。従って特殊作戦・低強度紛争担当国防次官補は、国防長官と国防副長官の下で、アメリカ軍の大部分の作戦能力を監督する立場にいる、重要な上級管理職である。また特殊作戦・低強度紛争担当国防次官補は、国防長官府の一部である。

## 概要
特殊作戦・低強度紛争担当国防次官補は、1987会計年度国防権限法 (公法第99号661、1986年11月14日成立) によって設置が義務付けられた。その後、1988年1月4日の国防総省令第5138.3号によって正式に設置された。なお、戦略的能力と部隊の再編に関する職責は、2006年にエリック・S・エデルマン政策担当国防次官による国防総省政策局の再編の結果として追加された。
特殊作戦・低強度紛争担当国防次官補を補佐するために、3人の国防副次官補が置かれている。
- 特殊作戦・対テロ戦闘担当国防副次官補
- パートナーシップ戦略・作戦安定担当国防副次官補
- 麻薬対策・国際脅威担当国防副次官補

2020年11月、クリストファー・ C・ミラー国防長官代行は、国防総省のクリストファー・マイヤーISIL打撃任務部隊担当管理官が辞任し、同時にそのポストが廃止されると発表した。任務部隊担当管理官の任務と責任は、特殊作戦・低強度紛争担当国防次官補と政策担当国防次官の他の職員に吸収される。

## 歴代特殊作戦・低強度紛争担当国防次官補
特殊作戦・低強度紛争担当国防次官補は、時代によって役職名が変遷しているが、系譜としては連続しているため下記の表に列挙した。
| 氏名                                             | 任期                            | 国防長官                                                                         | 大統領                                      |
| ------------------------------------------------ | ------------------------------- | -------------------------------------------------------------------------------- | ------------------------------------------- |
| 特殊作戦・低強度紛争担当国防次官補               |                                 |                                                                                  |                                             |
| チャールズ・S・ホワイトハウス                    | 1988年7月13日 - 1989年7月12日   | フランク・カールッチ ウィリアム・ハワード・タフト4世 (代行) ディック・チェイニー | ロナルド・レーガン ジョージ・H・W・ブッシュ |
| セス・クロプシー (代行)                          | 1988年7月13日 - 1989年7月12日   | ディック・チェイニー                                                             | ジョージ・H・W・ブッシュ                    |
| ジェームズ・R・ローチャー                        | 1989年10月19日 - 1993年6月19日  | ディック・チェイニー レスリー・アスピン・ジュニア                                | ジョージ・H・W・ブッシュ ビル・クリントン   |
| H・アレン・ホームズ                              | 1993年11月18日 - 1999年4月30日  | レスリー・アスピン・ジュニア ウィリアム・J・ペリー ウィリアム・コーエン          | ビル・クリントン                            |
| ブライアン・E・シェリダン                        | 1999年5月7日 - 2001年1月12日    | ウィリアム・コーエン                                                             | ビル・クリントン                            |
| 空席                                             | 2001年 – 2003年                 | ドナルド・ラムズフェルド                                                         | ジョージ・W・ブッシュ                       |
| トーマス・W・オコネル                            | 2003年7月23日 - 2007年4月17日   | ドナルド・ラムズフェルド ロバート・ゲーツ                                        | ジョージ・W・ブッシュ                       |
| 特殊作戦・低強度紛争・相互依存能力担当国防次官補 |                                 |                                                                                  |                                             |
| マイケル・G・ビッカース                          | 2007年7月23日 - 2011年3月17日   | ロバート・ゲーツ                                                                 | ジョージ・W・ブッシュ バラク・オバマ        |
| マイケル・D・ルンプキン (代行)                   | 2011年3月18日 - 2011年10月20日  | ロバート・ゲーツ レオン・パネッタ                                                | バラク・オバマ                              |
| 特殊作戦・低強度紛争担当国防次官補               |                                 |                                                                                  |                                             |
| マイケル・D・ルンプキン (代行)                   | 2011年10月21日 - 2011年12月19日 | ロバート・ゲーツ レオン・パネッタ                                                | バラク・オバマ                              |
| マイケル・A・シーハン                            | 2011年12月20日 - 2013年8月25日  | レオン・パネッタ チャック・ヘーゲル                                              | バラク・オバマ                              |
| マイケル・D・ルンプキン                          | 2013年11月19日 - 2015年7月26日  | チャック・ヘーゲル                                                               | バラク・オバマ                              |
| テレサ・M・ウィーラン (代行)                     | 2015年7月26日 - 2017年5月30日   | アシュトン・カーター ジェームズ・マティス                                        | バラク・オバマ ドナルド・トランプ           |
| キャリン・ホリス (職務移行期間)                  | 2017年5月30日 - 2017年8月1日    | ジェームズ・マティス                                                             | ドナルド・トランプ                          |
| マーク・E・ミッチェル (代行)                     | 2017年8月2日 - 2017年12月20日   | ジェームズ・マティス                                                             | ドナルド・トランプ                          |
| オーウェン・ウェスト                             | 2017年12月20日 - 2019年6月22日  | ジェームズ・マティス                                                             | ドナルド・トランプ                          |
| マーク・E・ミッチェル (代行)                     | 2019年6月23日 - 2019年11月1日   | マーク・エスパー                                                                 | ドナルド・トランプ                          |
| トーマス・A・アレクサンダー (代行)               | 2019年11月2日 - 2020年1月20日   | マーク・エスパー                                                                 | ドナルド・トランプ                          |
| トーマス・A・アレクサンダー (職務移行期間)       | 2020年1月21日 - 2020年6月18日   | マーク・エスパー                                                                 | ドナルド・トランプ                          |
| クリストファー・ C・ミラー (職務移行期間)        | 2020年6月19日 - 2020年8月10日   | マーク・エスパー                                                                 | ドナルド・トランプ                          |
| エズラ・コーエン=ワトニック (代行)               | 2020年8月10日 - 2021年1月20日   | マーク・エスパー クリストファー・ C・ミラー (代行)                               | ドナルド・トランプ                          |
| デヴィッド・M・テイラー (代行)                   | 2021年1月20日 - 2021年8月12日   | ロイド・オースティン                                                             | ジョー・バイデン                            |
| クリストファー・マイヤー                         | 2021年8月12日 - 2025年1月20日   | ロイド・オースティン                                                             | ジョー・バイデン                            |
| コルビー・ジェンキンス (代行)                    | 2025年1月20日 - 現在            | ピート・ヘグセス                                                                 | ドナルド・トランプ                          |